# Ronald Rol
Ronald Rol (* 16. Februar 1962 in Broek op Langedijk) ist ein ehemaliger niederländischer Radrennfahrer und nationaler Meister im Radsport.

## Sportliche Laufbahn
Rol war im Bahnradsport, speziell bei Steherrennen sowie im Querfeldeinrennen (heutige Bezeichnung Cyclocross) aktiv. Bei den Junioren holte er 1980 den nationalen Titel im Querfeldeinrennen. Als Amateur startete er 1985 und 1987 bei den Bahnradsport-Weltmeisterschaften im Steherrennen.
Von 1994 bis 1998 gewann er die nationale Meisterschaft im Steherrennen. 2000 war er Vizemeister geworden. 1998 wurde er Zweiter der Europameisterschaften im Steherrennen hinter Hanskurt Brand.
Nach seiner aktiven Karriere als Steher war er weiter im Radsport als Schrittmacher tätig.